# Orden de las Clarisas Capuchinas
La Orden de las Hermanas Clarisas Capuchinas (en latín: Ordo Sanctæ Claræ Capvccinarvm, O.S.C.Cap) es un instituto religioso perteneciente a la segunda orden de San Francisco. Constituyen la rama femenina de la reforma franciscana de los Hermanos Menores Capuchinos.

## Historia

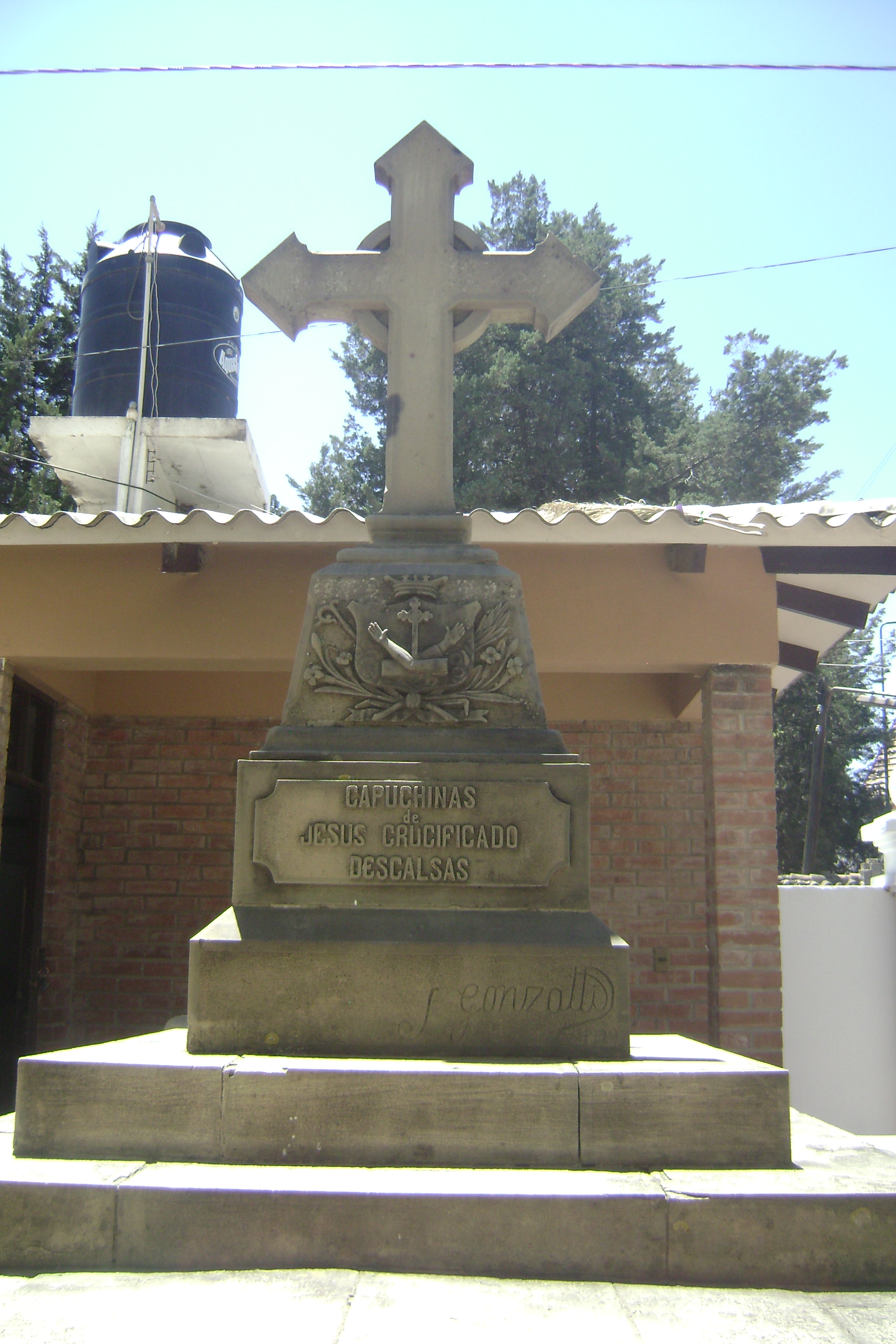
Tumba dedicada a la Orden de las Clarisas Capuchinas.

Los inicios de la orden se encuentran en la fundación en Nápoles de un hospital que realizó María Lorenza Longo, atendido por una comunidad de terciarias franciscanas.
Con la llegada de los Hermanos Capuchinos a Nápoles en 1529, María Lorenza se interesó por la nueva reforma capuchina. En 1533 el hospital quedó bajo la dirección de San Cayetano de Thiene, que consiguió en 1535 la aprobación canónica de Roma bajo el título de Hermanas Franciscanas de la Tercera Orden, dándole un marcado carácter contemplativo y adoptando la clausura.
En 1538 San Cayetano confía su atención espiritual a los Capuchinos, cuya influencia ahora se hizo más intensa. El 10 de diciembre de ese mismo año, Paulo III confirmaba de modo definitivo la fundación, colocándolo bajo la Regla de Santa Clara y la dirección espiritual de los Capuchinos.
Para una mayor observancia, María Lorenza adoptó las Constituciones de Santa Coleta de Corbie, adaptándolas y haciendo algunos añadidos de las constituciones de los mismos Capuchinos.

## Fundaciones

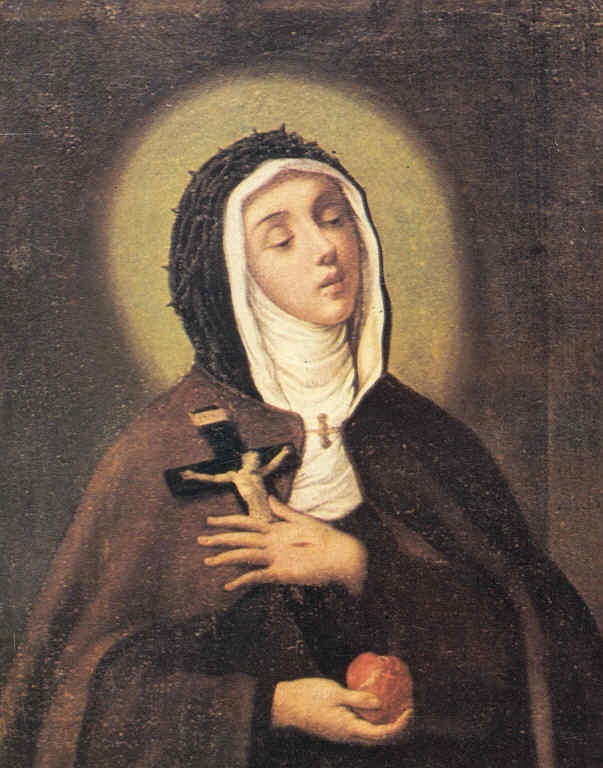
Santa Verónica Giuliani, primera santa de la Orden.

La Fundación de las Hnas. Clarisas Capuchinas hay que remontarla a la Edad Media y más concretamente al año 1212.
En esos días Clara de Asís, amiga y compañera en el seguimiento de Jesucristo de Francisco de Asís, junto a algunas jóvenes de su entorno, funda la II Orden, más conocida como "Hermanas pobres de Santa Clara", pero no es hasta 1535, cuando los movimientos de reforma de Franciscanos y Clarisas dan lugar a los Capuchinos y Capuchinas en Italia.
María Lorenza Longo murió en 1542. Para entonces el monasterio de Nápoles había adquirido fama de santidad. Pronto comenzó a extenderse la nueva reforma. En 1553 se fundó en Perusa; en 1561 en Gubbio; después llegaron a Roma en 1575. En Milán San Carlos Borromeo fundó tres monasterios.
El primer monasterio en España fue erigido en 1588 en Granada por Lucía de Ureña, aunque hasta 1625 no se les autorizaría a emitir votos solemnes. En 1599 fundaría en Barcelona Ángela Serafina Prat según los estatutos de las capuchinas de Roma.
La primera fundación en América fue el monasterio de San Felipe de Jesús en Ciudad de México (México) en 1665.
En 2005 la orden contaba con 160 monasterios y 2209 monjas.

## Personajes relevantes de la orden
- Santa Verónica Giuliani (1660-1727), primera santa capuchina.
- Beata María Ángela Astorch (1592-1665), fundadora de los monasterios de Zaragoza y Murcia.
- Ángela Serafina Prat, fundadora del monasterio de Barcelona.
- Úrsula Micaela Morata (1628-1703), fundadora del monasterio de Alicante.
- Beata María Magdalena Martinengo (1687-1737).
- Beata Florida Cevoli